# Olimpiadi degli scacchi del 2022
Le Olimpiadi degli scacchi del 2022 sono state la quarantaquattresima edizione delle Olimpiadi degli scacchi, organizzate dalla FIDE. Si sono svolte a Chennai dal 28 luglio al 10 agosto. Avrebbero dovuto svolgersi a Mosca dal 26 luglio all'8 agosto, ma sono state riassegnate a causa dell'esacerbarsi della crisi russo-ucraina nel febbraio del 2022. Erano previste inizialmente nel 2020, ma furono annullate a causa della Pandemia di COVID-19. Le Olimpiadi prevedono due tornei a squadre per federazioni, open (assoluto, aperto a entrambi i sessi) e femminile. Le squadre in entrambi i tornei sono formate da quattro membri e una riserva, oltre a un eventuale capitano non giocatore. Durante lo svolgimento delle Olimpiadi si è tenuto il congresso della FIDE e le elezioni per la presidenza della federazione, nelle quali è stato riconfermato il presidente uscente Arkadij Dvorkovič.

## Scelta della sede
La sede per le Olimpiadi del 2020 fu scelta durante le Olimpiadi di Baku del 2016, quando si tenne l'87ª Assemblea Generale della FIDE, che elesse la città di Chanty-Mansijsk, Russia, già sede di diverse edizioni della Coppa del Mondo e dei Campionati mondiali giovanili. Altre offerte alla federazione internazionale arrivarono da Argentina e Slovacchia, ma non convinsero l'allora presidente Kirsan Nikolaevič Iljumžinov. Durante la tappa di Amburgo del FIDE Grand Prix 2019 il presidente della FIDE Arkadij Dvorkovič, che intanto succedeva a Iljumžinov, annunciò che le Olimpiadi del 2020 sarebbero state invece ospitate da Mosca, mentre la città siberiana avrebbe ospitato soltanto la cerimonia d'apertura e le Paralimpiadi degli scacchi.
Le Olimpiadi del 2022 furono invece assegnate nell'ottobre del 2018 alla capitale bielorussa Minsk. Tuttavia il rinvio delle Olimpiadi di Mosca nel 2020 e poi il definitivo annullamento nel 2021 a causa del COVID-19 e i ritardi nell'organizzazione da parte della Bielorussia, che nel frattempo affrontava una grave crisi politica, spinsero la FIDE a tenere le Olimpiadi del 2022 a Mosca, mentre le Olimpiadi del 2024 furono assegnate a Budapest, capitale dell'Ungheria.

### Wada
Nel novembre del 2019 l'Agenzia mondiale antidoping raccomandò che la Russia non organizzasse nessun evento sportivo in qualsiasi disciplina affiliata al CIO per una durata di 4 anni a causa del caso del Doping di Stato in Russia. Il documento pubblicato dalla WADA prescriveva alle federazioni sportive di riassegnare ad altri paesi gli eventi già assegnati ai russi, con l'eccezione dell'impossibilità di riassegnare gli eventi. La FIDE pubblicò un documento di risposta nel quale si sosteneva l'impossibilità di riassegnare sia il Torneo dei Candidati di Ekaterinburg sia le Olimpiadi del 2020 (poi annullate e posticipate).

### Crisi in Ucraina e scelta finale
Il 25 febbraio la FIDE rilascia un comunicato nel quale annuncia che Mosca non sarebbe stata la sede dell'evento, a causa dei fatti legati alla contemporanea Crisi russo-ucraina del 2021-2022 e che la nuova città designata sarebbe indicata "a tempo debito". Sarebbe stata la terza volta che la capitale russa avrebbe ospitato l'evento, dopo le edizioni del 1956 e del 1994. Si è infine accettata l'offerta della Federazione scacchistica dell'India di disputare le Olimpiadi a Chennai, nella capitale dello Stato del Tamil Nadu.

## Formato e regolamento
Entrambi i tornei sono disputati con il sistema svizzero, sulla lunghezza di 11 turni; è stato osservato un unico giorno di riposo, il 4 agosto, dopo il 6º turno. La classifica è stata determinata dai match points (2 punti per la vittoria di squadra, 1 per il pareggio, 0 per la sconfitta); in caso di parità, i criteri di spareggio sono stati (in sequenza) il punteggio Sonneborn-Berger, i game points (totale dei punti ottenuti dai membri della squadra) e infine la somma dei match points ottenuti dagli avversari, escludendo la squadra con il minor numero di punti.
Ogni incontro è stato disputato sulle quattro scacchiere; le squadre potevano essere formate da un massimo di cinque giocatori.
Il tempo di riflessione è di 90 minuti per 40 mosse, più 30 minuti per finire, più 30 secondi a mossa di incremento a partire dalla prima mossa.

## Partecipanti
Questa edizione delle Olimpiadi vede la defezioni di due potenze dello scacchismo mondiale come Russia e Cina. La prima squalificata dalla FIDE da ogni competizione a squadre a causa dell'invasione russa dell'Ucraina, la seconda senza alcuna motivazione ufficiale. Anche la Bielorussia è stata esclusa dal torneo, squalificata a causa del supporto dato a Mosca nell'invasione dell'Ucraina. Al torneo open partecipano 188 squadre in rappresentanza di 185 paesi, una cifra record per le olimpiadi, che nell'edizione precedente di Batumi si erano fermate a 179 paesi. Nel femminile sono invece 162 le squadre in rappresentanza di 160 paesi.
Le seguenti rappresentative partecipano ad entrambi i tornei:
- Albania
- Algeria
- Andorra
- Angola
- Arabia Saudita
- Argentina
- Armenia
- Aruba
- Australia
- Austria
- Azerbaigian
- Bahamas
- Bahrein
- Bangladesh
- Barbados
- Belgio
- Bhutan
- Birmania
- Bolivia
- Botswana
- Brasile
- Bulgaria
- Burundi
- Camerun
- Canada
- Capo Verde
- Cile
- Cipro
- Colombia
- Corea del Sud
- Costa d'Avorio
- Costa Rica
- Croazia
- Cuba
- Danimarca
- Ecuador
- Egitto
- El Salvador
- Emirati Arabi Uniti
- Eritrea
- Estonia
- Etiopia
- Filippine
- Finlandia
- Francia
- Gabon
- Galles
- Gambia
- Georgia
- Germania
- Ghana
- Gibuti
- Grecia
- Guam
- Guatemala
- Guinea Equatoriale
- Guyana
- Haiti
- Honduras
- Hong Kong
- India[N 1]
- Indonesia
- Inghilterra
- Iran
- Iraq
- Irlanda
- Islanda
- Israele
- Italia
- Giamaica
- Giappone
- Jersey
- Kazakistan
- Kenya
- Kirghizistan
- Kosovo
- Kuwait
- Lesotho
- Lettonia
- Libano
- Liberia
- Libia
- Lituania
- Macedonia del Nord
- Madagascar
- Malawi
- Malaysia
- Maldive
- Mali
- Malta
- Mauritius
- Messico
- Moldavia
- Monaco
- Mongolia
- Montenegro
- Mozambico
- Namibia
- Nepal
- Nicaragua
- Norvegia
- Nuova Zelanda
- Oman
- Paesi Bassi
- Pakistan[N 2]
- Palau
- Palestina
- Panama
- Paraguay
- Perù
- Polonia
- Portogallo
- Porto Rico
- Rep. Ceca
- Rep. Centrafricana
- Rep. Dominicana
- Romania
- Ruanda
- São Tomé e Príncipe
- Scozia
- Senegal
- Serbia
- Seychelles
- Sierra Leone
- Singapore
- Siria
- Slovacchia
- Slovenia
- Somalia
- Stati Uniti
- Sudafrica
- Sudan del Sud
- Spagna
- Sri Lanka
- Sudan
- Suriname
- Svezia
- Svizzera
- Tagikistan
- Taipei cinese
- Tanzania
- Thailandia
- Timor Est
- Togo
- Trinidad e Tobago
- Tunisia
- Turchia
- Turkmenistan
- Ucraina
- Uganda
- Ungheria
- Uruguay
- Uzbekistan
- Venezuela
- Zambia
- Zimbabwe

Al solo torneo open partecipano inoltre:
- Afghanistan
- Antille Olandesi
- Bermuda
- Brunei
- Ciad
- Dominica
- Fær Øer
- Guernsey
- Giordania
- Isole Cayman
- Isole Vergini Americane
- Isole Vergini Britanniche
- Liechtenstein
- Lituania
- Lussemburgo
- Macao
- Mauritania
- Marocco
- Nauru
- Nigeria
- Papua Nuova Guinea
- Qatar
- RD del Congo
- Saint Kitts e Nevis
- Saint Lucia
- Saint Vincent e Grenadine
- San Marino
- Yemen

Al solo torneo femminile partecipano inoltre:
- Vietnam

## Torneoopen
Il torneo è stato vinto dall'Uzbekistan, che ha superato per spareggio tecnico l'Armenia. Bronzo per l'India con la seconda squadra, che ha sopravanzato di un punto la prima squadra, arrivata al quarto posto.

### Risultati assoluti
| Pos. | Squadra     | Scacchiere            | Scacchiere         | Scacchiere                | Scacchiere              | Scacchiere          | Seed | Elo  | V | P | S | Punti | S-B   |
| Pos. | Squadra     | Prima                 | Seconda            | Terza                     | Quarta                  | Quinta (riserva)    | Seed | Elo  | V | P | S | Punti | S-B   |
| ---- | ----------- | --------------------- | ------------------ | ------------------------- | ----------------------- | ------------------- | ---- | ---- | - | - | - | ----- | ----- |
|      | Uzbekistan  | Nodirbek Abdusattorov | Nodirbek Yakubboev | Javokhir Sindarov         | Jahongir Vakhidov       | Shamsiddin Vokhidov | 14   | 2625 | 8 | 3 | 0 | 19    | 435   |
|      | Armenia     | Gabriel Sargsyan      | Hrant Melk'owmyan  | Samvel Ter-Sahakyan       | Manuel Petrosyan        | Robert Hovhannisyan | 12   | 2642 | 9 | 1 | 1 | 19    | 382,5 |
|      | India 2     | Dommaraju Gukesh      | Nihal Sarin        | Rameshbabu Praggnanandhaa | Baskaran Adhiban        | Raunak Sadhwani     | 11   | 2649 | 8 | 2 | 1 | 18    | 427,5 |
| 4    | India       | Pentala Harikrishna   | Vidit Gujrathi     | Arjun Erigaisi            | S. L. Narayanan         | Krishnan Sasikiran  | 2    | 2696 | 7 | 3 | 1 | 17    | 409   |
| 5    | Stati Uniti | Fabiano Caruana       | Lewon Aronyan      | Wesley So                 | Leinier Dominguez Perez | Sam Shankland       | 1    | 2771 | 7 | 3 | 1 | 17    | 352   |
| 6    | Moldavia    | IM Ivan Shitco        | IM Andrei Macovei  | Vladimir Hamitevici       | IM Iulian Baltag        | IM Dragos Ceres     | 48   | 2462 | 7 | 3 | 1 | 17    | 316,5 |
| 7    | Azerbaigian | Şəhriyar Məmmədyarov  | Rauf Məmmədov      | Qədir Hüseynov            | Vasif Durarbayli        | Nicat Abbasov       | 6    | 2680 | 7 | 2 | 2 | 16    | 351,5 |
| 8    | Ungheria    | Viktor Erdős          | Ferenc Berkes      | Tamás Bánusz              | Gergely Kántor          | Péter Ács           | 19   | 2607 | 7 | 2 | 2 | 16    | 341,5 |
| 9    | Polonia     | Jan-Krzysztof Duda    | Radosław Wojtaszek | Kacper Piorun             | Wojciech Moranda        | Mateusz Bartel      | 5    | 2683 | 6 | 4 | 1 | 16    | 322,5 |
| 10   | Lituania    | Tomas Laurušas        | Titas Stremavicius | FM Karolis Jukšta         | Paulius Pultinevičius   | Valery Kazakouski   | 35   | 2540 | 7 | 2 | 2 | 16    | 297   |

### Premi di categoria
Oltre alla classifica generale, le squadre sono state divise, sulla base del seed, in cinque gruppi; è stata premiata la prima classificata di ogni gruppo.
|          | Squadra    | Pos. | Seed | Elo  | Punti | S-B   |
| -------- | ---------- | ---- | ---- | ---- | ----- | ----- |
| Gruppo A | Uzbekistan | 1    | 14   | 2625 | 19    | 435   |
| Gruppo B | Moldavia   | 6    | 48   | 2462 | 17    | 316,5 |
| Gruppo C | Tunisia    | 41   | 77   | 2270 | 14    | 242,5 |
| Gruppo D | Libia      | 81   | 122  | 2008 | 12    | 190   |
| Gruppo E | Maldive    | 126  | 153  | 1807 | 10    | 137   |

### Risultati individuali
Le medaglie individuali sono state assegnate ai migliori giocatori di ogni scacchiera con le tre migliori prestazioni Elo con almeno otto partite giocate, considerando come eventuale spareggio il totale dei punti ottenuti.
|                             | Giocatore                 | Prestazione      | Punti            | Partite          | %                |
| Prima scacchiera            | Prima scacchiera          | Prima scacchiera | Prima scacchiera | Prima scacchiera | Prima scacchiera |
| --------------------------- | ------------------------- | ---------------- | ---------------- | ---------------- | ---------------- |
|                             | Dommaraju Gukesh          | 2867             | 9                | 11               | 81,8             |
|                             | Nodirbek Abdusattorov     | 2803             | 8,5              | 11               | 77,2             |
|                             | Magnus Carlsen            | 2803             | 7,5              | 9                | 83,3             |
| Seconda scacchiera          |                           |                  |                  |                  |                  |
|                             | Nihal Sarin               | 2774             | 7,5              | 10               | 75,0             |
|                             | Nikolas Theodorou         | 2764             | 7,5              | 9                | 83,3             |
|                             | Nodirbek Yakubboev        | 2759             | 8                | 11               | 72,7             |
| Terza scacchiera            |                           |                  |                  |                  |                  |
|                             | David Howell              | 2898             | 7,5              | 8                | 93,8             |
|                             | Arjun Erigaisi            | 2767             | 8,5              | 11               | 77,2             |
|                             | Rameshbabu Praggnanandhaa | 2767             | 6,5              | 9                | 72,2             |
| Quarta scacchiera           |                           |                  |                  |                  |                  |
|                             | Jahongir Vakhidov         | 2813             | 6,5              | 8                | 81,2             |
|                             | Paulius Pultinevičius     | 2787             | 8,5              | 10               | 85               |
|                             | Jaime Santos Latasa       | 2729             | 8                | 10               | 80               |
| Quinta scacchiera (riserva) |                           |                  |                  |                  |                  |
|                             | Mateusz Bartel            | 2778             | 8,5              | 10               | 85               |
|                             | Robert Hovhannisyan       | 2679             | 8                | 11               | 72,7             |
|                             | Volodymyr Onyshchuk       | 2642             | 7                | 9                | 77,8             |

## Torneo femminile
Il torneo è stato vinto dall'Ucraina, che ha superato per spareggio tecnico la Georgia, senza subire alcuna sconfitta. Bronzo per le padrone di casa dell'India.

### Risultati assoluti
| Pos. | Squadra     | Scacchiere                       | Scacchiere             | Scacchiere              | Scacchiere                      | Scacchiere              | Seed | Elo  | V | P | S | Punti | S-B   |
| Pos. | Squadra     | Prima                            | Seconda                | Terza                   | Quarta                          | Quinta (riserva)        | Seed | Elo  | V | P | S | Punti | S-B   |
| ---- | ----------- | -------------------------------- | ---------------------- | ----------------------- | ------------------------------- | ----------------------- | ---- | ---- | - | - | - | ----- | ----- |
|      | Ucraina     | Marija Muzyčuk                   | Anna Muzyčuk           | Anna Ušenina            | IM Natalija Buksa               | IM Julija Os'mak        | 2    | 2478 | 7 | 4 | 0 | 18    | 413,5 |
|      | Georgia     | Nana Dzagnidze                   | Nino Batsiashvili      | IM Lela Javakhishvili   | IM Salome Melia                 | IM Meri Arabidze        | 3    | 2475 | 8 | 2 | 1 | 18    | 392   |
|      | India       | Humpy Koneru                     | Dronavalli Harika      | IM Rameshbabu Vaishali  | IM Tania Sachdev                | IM Bhakti Kulkarni      | 1    | 2486 | 8 | 1 | 2 | 17    | 396,5 |
| 4    | Stati Uniti | WGM Gulrukhbegim Tokhirjonova    | Irina Krush            | IM Carissa Yip          | IM Hanna Vitaliïvna Zatons'kych | WGM Tatev Abrahamyan    | 7    | 2390 | 8 | 1 | 2 | 17    | 390   |
| 5    | Kazakistan  | Jansaya Aebdimaelik              | IM Bıbisara Asaubaeva  | WIM Xeniya Balabayeva   | IM Guliskhan Nakhbayeva         | WIM Nazerke Nurgali     | 10   | 2365 | 8 | 1 | 2 | 17    | 352   |
| 6    | Polonia     | IM Alina Anatol'evna Kašlinskaja | Monika Socko           | WIM Oliwia Kiołbasa     | FM Maria Malicka                | WFM Michalina Rudzińska | 4    | 2423 | 7 | 2 | 2 | 16    | 396   |
| 7    | Azerbaigian | IM Gunay Mammadzada              | WGM Khanim Balajayeva  | WGM Govhar Beydullayeva | IM Gulnar Mammadova             | WGM Fataliyeva Ulviyya  | 6    | 2399 | 7 | 2 | 2 | 16    | 389   |
| 8    | India 2     | WGM Vantika Agrawal              | IM Padmini Rout        | IM Soumya Swaminathan   | WGM Mary Ann Gomes              | WGM Divya Deshmukh      | 11   | 2351 | 7 | 2 | 2 | 16    | 369,5 |
| 9    | Bulgaria    | IM Nurgjul Salimova              | FM Gergana Peycheva    | FM Beloslava Krasteva   | FM Gabriela Antova              | WGM Viktoria Radeva     | 15   | 2319 | 7 | 2 | 2 | 16    | 361   |
| 10   | Germania    | IM Elisabeth Pähtz               | WGM Josefine Heinemann | WGM Hanna Marie Klek    | WGM Dinara Wagner               | WGM Jana Schneider      | 8    | 2383 | 8 | 0 | 3 | 16    | 344,5 |

### Premi di categoria
Oltre alla classifica generale, le squadre sono state divise, sulla base del seed, in cinque gruppi; è stata premiata la prima classificata di ogni gruppo.
|          | Squadra  | Pos. | Seed | Elo  | Punti | S-B   |
| -------- | -------- | ---- | ---- | ---- | ----- | ----- |
| Gruppo A | Ucraina  | 1    | 2    | 2478 | 18    | 413,5 |
| Gruppo B | Lituania | 18   | 42   | 2148 | 15    | 298   |
| Gruppo C | Albania  | 50   | 70   | 1865 | 13    | 215   |
| Gruppo D | Kenya    | 73   | 99   | 1577 | 11    | 211   |
| Gruppo E | eSwatini | 108  | 134  | 1212 | 10    | 137   |

### Risultati individuali
Le medaglie individuali sono state assegnate alle migliori giocatrici di ogni scacchiera con le tre migliori prestazioni Elo con almeno otto partite giocate, considerando come eventuale spareggio il totale dei punti ottenuti.
|                             | Giocatore            | Prestazione      | Punti            | Partite          | %                |
| Prima scacchiera            | Prima scacchiera     | Prima scacchiera | Prima scacchiera | Prima scacchiera | Prima scacchiera |
| --------------------------- | -------------------- | ---------------- | ---------------- | ---------------- | ---------------- |
|                             | Pia Cramling         | 2532             | 9,5              | 11               | 86,3             |
|                             | Eline Roebers        | 2532             | 7,5              | 10               | 75,0             |
|                             | Jansaya Aebdimaelik  | 2529             | 7                | 9                | 77,7             |
| Seconda scacchiera          |                      |                  |                  |                  |                  |
|                             | Nino Batsiashvili    | 2504             | 7,5              | 10               | 75,0             |
|                             | Anna Muzyčuk         | 2472             | 7                | 10               | 70,0             |
|                             | Khanim Balajayeva    | 2454             | 7                | 9                | 77,8             |
| Terza scacchiera            |                      |                  |                  |                  |                  |
|                             | Oliwia Kiołbasa      | 2565             | 9,5              | 11               | 86,3             |
|                             | Anna Ušenina         | 2528             | 7,5              | 9                | 83,3             |
|                             | Rameshbabu Vaishali  | 2452             | 7,5              | 11               | 68,1             |
| Quarta scacchiera           |                      |                  |                  |                  |                  |
|                             | Bat-Erdene Mungunzul | 2460             | 8,5              | 10               | 85,0             |
|                             | Maria Malicka        | 2453             | 7                | 9                | 77,8             |
|                             | Tania Sachdev        | 2441             | 8                | 11               | 72,7             |
| Quinta scacchiera (riserva) |                      |                  |                  |                  |                  |
|                             | Jana Schneider       | 2414             | 9                | 10               | 90               |
|                             | Ulviyya Fataliyeva   | 2312             | 5                | 8                | 62,5             |
|                             | Divya Deshmukh       | 2298             | 7                | 9                | 77,8             |